# Ruta 20 (Paraguay)
La Ruta Nacional PY20 es una ruta del Paraguay que conecta San Patricio con la localidad ñeembuqueña de Paso de Patria. Atraviesa brevemente de norte a sur, y luego de este a oeste en cercanías del Río Paraná. Posee una extensión aproximada de 230 km.

## Infraestructura
Al momento de su elevación a ruta nacional en el 2019, la pavimentación asfáltica del mismo se encontraba solamente en el tramo desde San Patricio hasta Corateí (Compañía de Ayolas), por lo que gran parte de su extensión se encontraba aún sin asfalto.

En mayo del 2020 el MOPC y la EBY inauguran la nueva pavimentación de más de 20 km desde Corateí hasta Yabebyry.

## Ciudades
Las ciudades y pueblos de más de 3.000 habitantes por los que pasa esta ruta de norte-sur y este-oeste son:
| Kilómetro | Localidad                  | Departamento | Empalme |
| --------- | -------------------------- | ------------ | ------- |
| 0         | San Patricio               | Misiones     | PY01    |
| 17        | Santiago                   | Misiones     |         |
| 49        | Ayolas                     | Misiones     |         |
| 85        | Yabebyry                   | Misiones     |         |
| 119       | Laureles                   | Ñeembucú     |         |
| 170       | Villalbín                  | Ñeembucú     |         |
| 201       | Mayor José D. Martínez     | Ñeembucú     |         |
| 217       | General José Eduvigis Díaz | Ñeembucú     |         |
| 230       | Paso de Patria             | Ñeembucú     | PY04    |

## Largo
| Departamento | km  |  |  |
|              |     |  |  |
| Misiones     | 85  |  |  |
| Ñeembucú     | 145 |  |  |
|              |     |  |  |
| Total        | 230 |  |  |

| Paraguay | Rutas Nacionales de Paraguay (recategorización por el M.O.P.C desde 2019) |  |
| --- | ------------------------------------------------------------------------- |  |
| PY01 - PY02 - PY03 - PY04 - PY05 - PY06 - PY07 - PY08 - PY09 - PY10 - PY11 PY12 - PY13 - PY14 - PY15 - PY16 - PY17 - PY18 - PY19 - PY20 - PY21 - PY22 |                                                                           |  |